# Хуан де Карсел
Хуан де Карсел (на испански: Juan de Cárcel) е испански футболен треньор. Води Реал Мадрид 7 години, но не печели нито една титла.